# Kaina z bezkresnego morza śniegu
Kaina z bezkresnego morza śniegu (jap. 大雪海のカイナ Ōyukiumi no Kaina) – serial anime stworzony przez Tsutomu Niheia i zanimowany przez studio Polygon Pictures, emitowany od stycznia do marca 2023 w bloku programowym +Ultra stacji Fuji TV. Na jego bazie powstała manga zilustrowana przez Itoe Takemoto, która była publikowana w magazynie „Gekkan Shōnen Sirius” wydawnictwa Kōdansha od lutego 2022 do czerwca 2024. Film anime będący kontynuacją serialu, zatytułowany Kaina of the Great Snow Sea: Star Sage, miał premierę w japońskich kinach w październiku 2023.

## Fabuła
Kaina żyje w świecie pokrytym organiczną kopułą zwaną baldachimem, stworzoną przez gigantyczne drzewa porastające powierzchnię. Głęboko pod baldachimem, u stóp tych olbrzymich drzew, rozciąga się bezkresne morze śniegu, gdzie księżniczka Ririha i jej kraj Atland walczą o przetrwanie w mrozie oraz z rywalizującym państwem Valghia. Gdy Ririha wyrusza na baldachim w desperackiej próbie ocalenia swojego kraju, zostaje uratowana przez Kainę, co rozpoczyna serię wydarzeń, które zaprowadzą tę dwójkę w podróż po świecie, by odkryć jego tajemnice.

## Bohaterowie
- Kaina (jap. カイナ)

Seiyū: Yoshimasa Hosoya 
- Ririha (jap. リリハ)

Seiyū: Rie Takahashi 
- Yaona (jap. ヤオナ)

Seiyū: Ayumu Murase 
- Amerote (jap. アメロテ)

Seiyū: Maaya Sakamoto 
- Olinoga (jap. オリノガ Orinoga)

Seiyū: Katsuyuki Konishi 
- Ngapoji (jap. ンガポージ Ngapōji)

Seiyū: Tomokazu Sugita 
- Handagil (jap. ハンダーギル Handāgiru)

Seiyū: Nobuyuki Hiyama 
- Halesola (jap. ハレソラ Haresora)

Seiyū: Kenyu Horiuchi 

## Manga
Seria była publikowana w magazynie „Gekkan Shōnen Sirius” od 26 lutego 2022 do 26 czerwca 2024. Wydawnictwo Kōdansha zebrało jej rozdziały w 4 tankōbonach, wydawanych od 8 grudnia 2022 do 8 października 2024.
W Polsce prawa do dystrybucji mangi w dwóch tomach zbiorczych nabyło wydawnictwo Japonica Polonica Fantastica.
| Nr | Język japoński      | Język japoński         | Język polski  | Język polski |
| Nr | Data wydania        | ISBN                   | Data wydania  | ISBN         |
| -- | ------------------- | ---------------------- | ------------- | ------------ |
| 1  | 8 grudnia 2022      | ISBN 978-4-06-530020-6 | listopad 2025 |              |
| 2  | 9 lutego 2023       | ISBN 978-4-06-530763-2 | listopad 2025 |              |
| 3  | 6 października 2023 | ISBN 978-4-06-533498-0 | —             |              |
| 4  | 8 października 2024 | ISBN 978-4-06-537064-3 | —             |              |

## Anime
Oryginalny telewizyjny serial anime, stworzony przez Tsutomu Niheia i zanimowany przez studio Polygon Pictures, został zapowiedziany 20 stycznia 2022 z okazji 40-lecia istnienia studia. Serię wyreżyserował Hiroaki Ando, a scenariusz napisali Sadayuki Murai i Tetsuya Yamada. Motyw przewodni stworzył Hiroyuki Sawano, a muzykę skomponowali Kōta Yamamoto i Misaki Umase. Anime było emitowane od 12 stycznia do 23 marca 2023 w bloku programowym +Ultra stacji Fuji TV. Cztery pierwsze odcinki zostały wcześniej zaprezentowane podczas Crunchyroll Expo 2022. Motywem otwierającym jest „Telepath” (jap. テレパス Terepasu) w wykonaniu Yorushiki, natomiast końcowym „Juvenile” (jap. ジュブナイル Jubunairu) autorstwa Greeeen. Prawa do streamingu serii poza Azją nabył Crunchyroll.

### Film kinowy
Kontynuacja w formie filmu anime została ogłoszona 7 stycznia 2023. Film nosi tytuł Kaina of the Great Snow Sea: Star Sage (jap. 大雪海のカイナ ほしのけんじゃ Ōyukiumi no Kaina: Hoshi no kenja), a za jego produkcję odpowiada ekipa odpowiedzialna za serial telewizyjny. Premiera w japońskich kinach odbyła się w japońskich kinach 13 października 2023. Pokaz przedpremierowy miał miejsce podczas Anime Expo 2023, 2 lipca 2023.